# Koźlarz różnobarwny

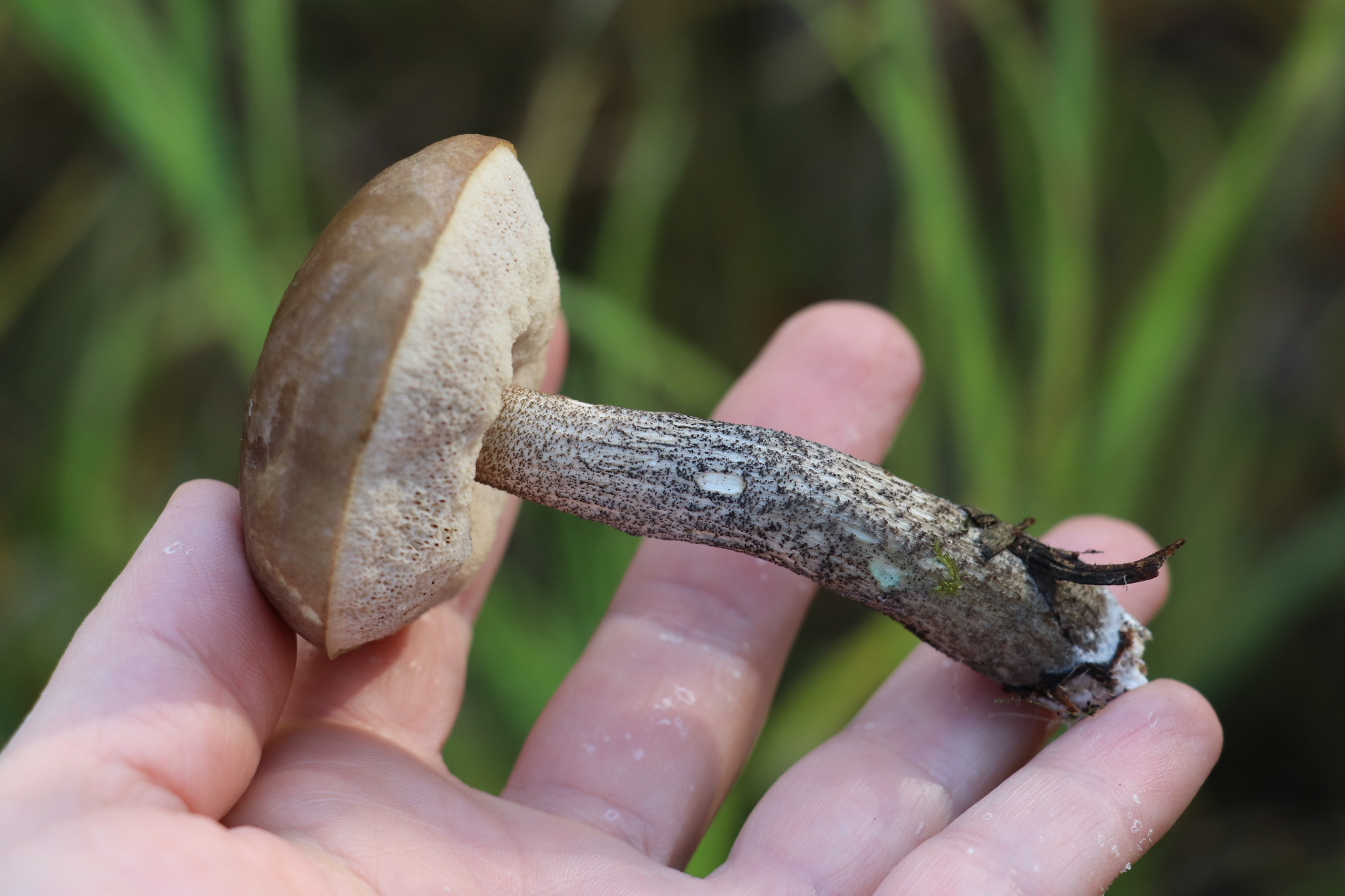

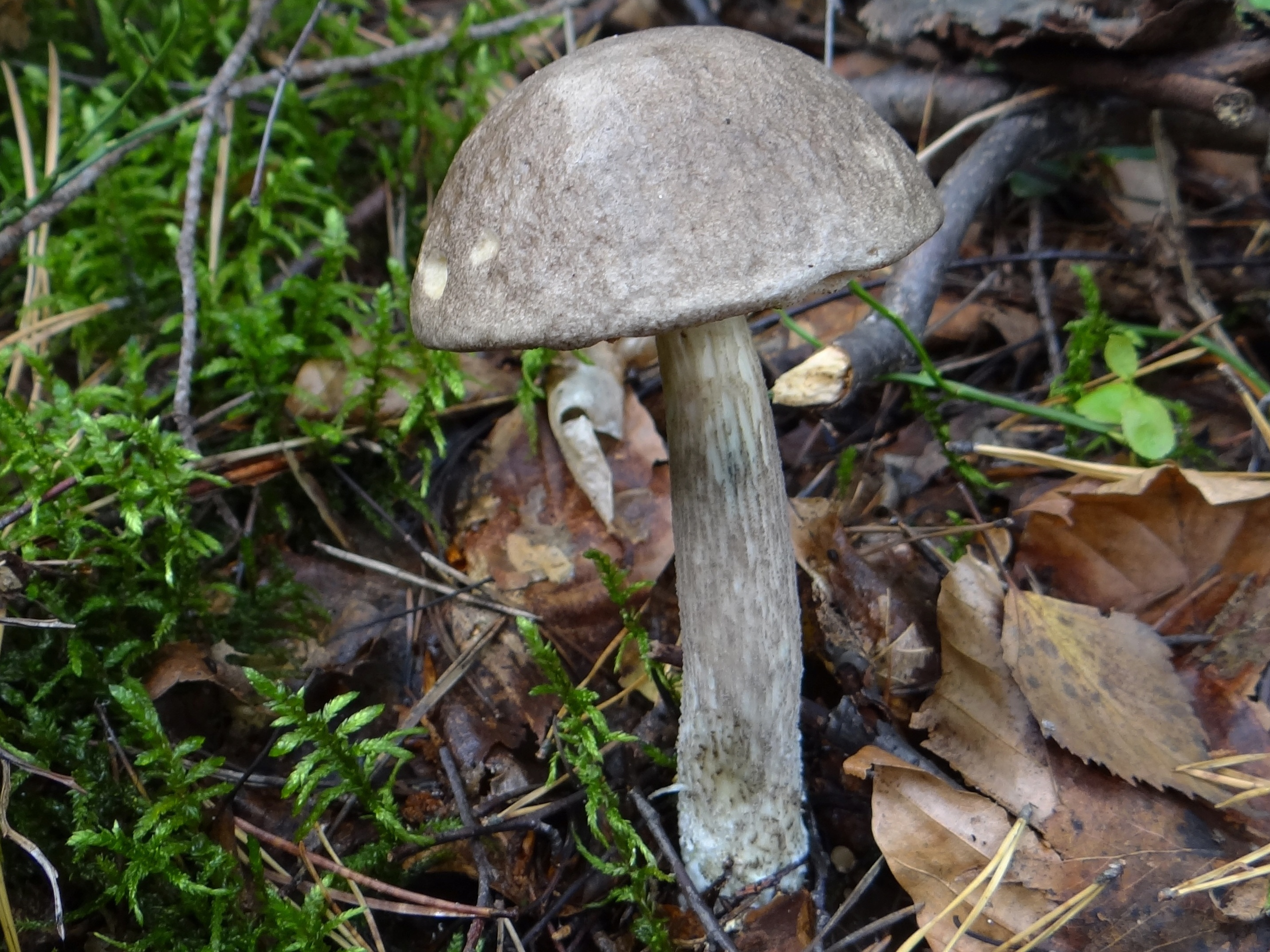

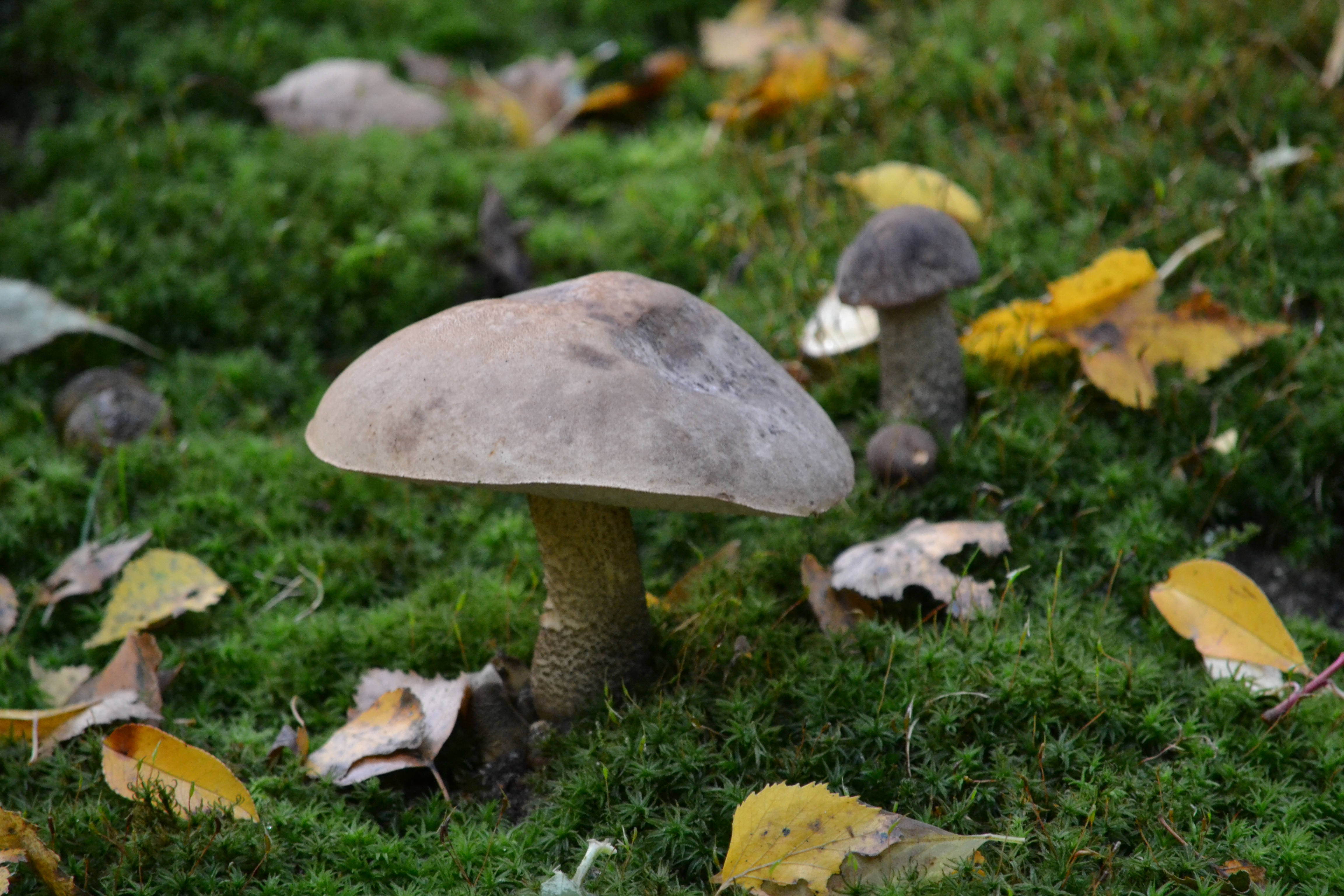

Koźlarz różnobarwny (Leccinum variicolor Watling) – gatunek grzybów z rodziny borowikowatych (Boletaceae).

## Systematyka i nazewnictwo
Pozycja w klasyfikacji: Leccinum, Boletaceae, Boletales, Agaricomycetidae, Agaricomycetes, Agaricomycotina, Basidiomycota, Fungi.
Niektóre synonimy:
- Boletus variicolor (Watling) Hlaváček 1988
- Krombholziella variicolor (Watling) Šutara 1982
- Leccinum variicolor var. bertauxii Lannoy & Estadès 1991[2].

Nazwę polską podał Władysław Wojewoda w 1999 r. W polskim piśmiennictwie mykologicznym gatunek ten opisywany był też przez Alinę Skirgiełło jako koźlarz babka forma zmienna.

## Morfologia
Kapelusz
Średnica 6–12 cm, u młodych egzemplarzy stożkowaty, u starszych stożkowaty z zaokrąglonym czubkiem. Powierzchnia gładka, matowa, sucha, nieco pilśniowa, przy wilgotnej pogodzie nieco lepka. Kolor od oliwkowosiwego przez siwy i siwobrązowy do ciemnobrązowego.
Rurki
Do 25 mm długości, głęboko wcięte przy trzonie. Barwa od białawej do kremowej. Pory niemal okrągłe i drobne, białe lub kremowe. Uszkodzone ciemnieją.
Trzon
Grubość do 3,5 cm, wysokość do 18 cm. Pełny, cylindryczny, smukły, często wygięty. Białawy, pokryty licznymi ciemno-brązowymi do czarnych kosmkami. Czasami przy podstawie ma kolor zielonkawy lub niebieskozielony.
Miąższ
Biały do biało-kremowego, u podstawy może być biało-zielonkawy. Po przecięciu zmienia kolor na różowy, ale dopiero po dłuższym czasie. Smak i zapach przyjemny, słaby.
Wysyp zarodników
Brązowy do oliwkowo-brązowego. Zarodniki wydłużone o rozmiarach 14–19 × 5–7 μm.
Gatunki podobne
Najbardziej podobny jest koźlarz babka (Leccinum scabrum), który również rośnie pod brzozami, ale na bardziej suchych miejscach i ma kapelusz jaśniejszy, wyłącznie w brązowych odcieniach. Podobny jest też rosnący pod grabami i leszczyną koźlarz grabowy (Leccinum pseudoscabrum), ale jego miąższ po przecięciu zmienia kolor na siwofioletowy. Koźlarz topolowy (Leccinum duriusculum) rośnie pod topolami, ma szarobrązowy kapelusz, a jego miąższ najpierw czerwienieje, a potem czarnieje.

## Występowanie
Występuje w Ameryce Północnej, Europie i Azji. W Europie jest rozprzestrzeniony od Morza Śródziemnego po Islandię i archipelag Svalbard na Morzu Arktycznym, brak go tylko w części południowo-wschodniej. W Polsce nie jest rzadki.
Naziemny grzyb mykoryzowy występujący głównie na wilgotnych miejscach, szczególnie na torfowiskach. Żyje w mykoryzie z brzozami. Owocniki pojawiają się od lipca do października.

## Znaczenie
Grzyb jadalny. W Polsce jest dopuszczony do obrotu handlowego. W praktyce często nie jest odróżniany od koźlarza babki i innych podobnych gatunków koźlarzy. Dla grzybiarzy nie ma to jednak większego znaczenia, wszystkie koźlarze są bowiem dobrymi grzybami jadalnymi.